# Trzebież późna
Trzebież (leśnictwo) późna, zwane również cięciem pielęgnacyjnym późnym, stosowana jest w drzewostanach dojrzewających, w których trwale rozluźniają się korony drzew, a to z kolei ma wyraźny wpływ na zmiany fitoklimatyczne i stan biologiczny gleby. Trzebieże późne nie są więc tak częste i intensywnie powtarzane jak trzebież wczesna (cięcia pielęgnacyjne wczesne). Trzebieże późne powtarza się co 5 - 8 lat, a nawet co 10 lat. Intensywność tych cięć uzależniona jest od wieku rębnego drzewostanu, a ich głównym zadaniem jest przygotowanie do naturalnego odnowienia.
Do najważniejszych zadań trzebieży późnych należy:
- zintensyfikowanie wytwórczych możliwości siedliska przez zwiększenie dostępu światła, ciepła i wilgoci do dna lasu,
- skrócenie okresu produkcji drewna,
- przygotowanie drzewostanu do naturalnego odnowienia pod okapem drzew matecznych,
- poprawienie ochronnej roli drzewostanu (lasu),
- dostarczenie tzw. użytków międzyrębnych, czyli drewna o większych wartościach technicznych.

Trzebież późna kończy się zwykle wyrębem drzewostanu matecznego lub też prowadzeniem dalszej gospodarki leśnej i uzyskiwanie użytków międzyrębnych metodą przerębową.